# S・P・S
S・P・S（エス・ピー・エス、1995年9月30日 – ）は、日本のプロレスラー。プロレスリング・エース所属。

## 略歴
W-1が設立したプロレス総合学院出身（2期生）。
2016年9月27日、W-1道場で行われたプロレス総合学院2期生卒業試合でプロデビュー。この時は本名の習田 紘晶（しゅった ひろあき）名義だった。対戦相手は児玉裕輔。
11月12日、「Pro-Wrestling ACE」旗揚げ戦では新井健一郎＆デニス篠原組と組み、立花誠吾&頓所隼&進祐哉組と対戦。
2016年12月5日に本名から「S・P・S」へと
改名が発表された
。S・P・Sは「セックス・パーティ・シュッタ」の略。以降、練習中の写真などでもサングラスを必ず着用するようになり、試合をパーティーと称するようになる。
「Pro-Wrestling ACE―Vol.2―」参戦が発表されるも、試合当日の練習で右肩の脱臼のため欠場。デビュー相手だった児玉裕輔が代替選手として出場。以降、試合出場がないままフェードアウトした。

## 得意技
- ヒザ蹴り[3]